# KF Besa Dobërdoll
KF Besa 1976 (Macedonisch: ФК Беса) is een Noord-Macedonische voetbalclub uit het dorp Dobri Dol (Albanees: Dobërdoll) in de gemeente Vrapčište bij Gostivar.
De club werd in 1976 opgericht en speelde lang in de lokale competitie rond Gostivar. In 2018 nam de club KF Chaklani (opgericht in 2015) uit Gorno Palčište, gemeente Bogovinje over voor de licentie in de Treta Liga (derde niveau). Besa nam de plaats in van Chaklani en won in het seizoen 2020/21 de westelijke poule en promoveerde. In het seizoen 2023/24 werd KF Besa kampioen in de Vtora Liga en promoveerde voor het eerst naar het hoogste niveau. In de Prva Liga werd KF Besa in het seizoen 2024/25 tiende en degradeerde weer terug. In de Prva Liga speelde de club in het Gradski stadion in Gostivar omdat de eigen accommodatie niet voldeed aan de eisen van de bond.
Besa ·
AP Brera Strumica · 
Gostivar · 
Pelister · 
Rabotnički · 
Shkëndija · 
Shkupi · 
Sileks ·
Struga · 
Tikveš ·
Vardar Skopje ·
Voska Sport ·